# Нові Ґнатовиці
Нові Ґнатовиці (пол. Nowe Gnatowice) — село в Польщі, у гміні Тересін Сохачевського повіту Мазовецького воєводства.
Населення — 142 особи (2011).
У 1975-1998 роках село належало до Скерневицького воєводства.

## Демографія
Демографічна структура станом на 31 березня 2011 року:
|          | Загалом | Допрацездатний вік | Працездатний вік | Постпрацездатний вік |
| -------- | ------- | ------------------ | ---------------- | -------------------- |
| Чоловіки | 67      | 19                 | 42               | 6                    |
| Жінки    | 75      | 12                 | 43               | 20                   |
| Разом    | 142     | 31                 | 85               | 26                   |